# Bier op de Cookeilanden
De Cookeilanden, een semionafhankelijk Nieuw-Zeelands territorium in Polynesië, tellen een drietal bierbrouwerijen, die alle op het hoofdeiland Rarotonga zijn gevestigd.
De Matutu Brewing Company bevindt zich in het zuidelijke district Titikaveka en brouwt het blonde lager Matutu Mai en de pale ale Matutu Kiva. In het verleden was ook de Matutu Ale, een amberkleurige ale, op de markt. De Cooks Lager Brewery uit de Cookeilandse hoofdstad Avarua biedt drie bieren aan: Cooks Premium Lager (licht lager), Cooks Original Blonde (goudkleurig lager) en Cooks Cheeky Darkie, een donker bier. 
Op een kleinere schaal is er de microbrouwerij Wichman's, die uitsluitend het gelijknamige blonde lagerbier op de markt brengt.